# Ostra (Rumunia)
Ostra – wieś w Rumunii, w okręgu Suczawa, w gminie Ostra. W 2011 roku liczyła 2823 mieszkańców. 